# Cliffortia spathulata
Cliffortia spathulata är en rosväxtart som beskrevs av August Henning Weimarck. Cliffortia spathulata ingår i släktet Cliffortia och familjen rosväxter. Inga underarter finns listade i Catalogue of Life.